# كفر عجوز
كفر عجوز قرية صغيرة في منطقة الحفة بين سلمى ودورين واستربة وفيها منتزه وادي القايلي على الطريق الواصل من دورين إلى سلمى.